# Acanthogymnomyces terrestris
Acanthogymnomyces terrestris är en svampart som beskrevs av Udagawa & Uchiy. 2000. Acanthogymnomyces terrestris ingår i släktet Acanthogymnomyces och familjen Gymnoascaceae.   Inga underarter finns listade i Catalogue of Life.